# Championnat régional de Centro de rugby à XV
Le Championnat régional de Centro de rugby à XV ou Torneo del Centro ou Torneo Regional del Centro est une compétition annuelle de rugby à XV organisée par la Fédération argentine de rugby.

## Histoire
La compétition débute en 2007 et les meilleurs clubs sont qualifiés pour le Tournoi de l'Intérieur. Il existe également un Torneo del Centro B créé la même année et poursuivi en 2008 avec la participation de clubs uruguayens.

## Format
Le format du tournoi change au fil des ans et est réservé en 2010 aux équipes qui n'ont pas réussi à se qualifier pour le Tournoi de l'Intérieur. La même année, 16 équipes sont réparties en quatre zones, avec sept participants du Litoral : LaSalle Jobson, Estudiantes de Paraná, Círculo Rafaelino de Rugby (C.Ra.R.), Club Logaritmo Rugby, Tilcara Rugby Club, Club Atlético Provincial et Los Caranchos. En 2011, le nombre de participants est porté à 20, puis, après un an d'interruption, réduit à 12 en 2013.

## Liste des clubs
| Club                          | Ville       |
| ----------------------------- | ----------- |
| LaSalle Jobson                | Santa Fe    |
| Estudiantes de Paraná         | Paraná      |
| San Martin de Villa María     | Villa María |
| Jockey Club Villa María       | Villa María |
| Club Universitario Rosario    | Rosario     |
| Los Cuervos de Bell Ville     | Bell Ville  |
| Tilcara Rugby Club            | Paraná      |
| Club Universitario Santa Fe   | Santa Fe    |
| Club Los Carranchos           | Rosario     |
| Club Universitario de Córdoba | Córdoba     |
| Club Atlético Provincial      | Rosario     |
| Club Palermo Bajo             | Córdoba     |
| Club Logaritmo Rugby          | Rosario     |
| Córdoba Athletic Club         | Córdoba     |
| Círculo Rafaelino de Rugby    | Rafaela     |
| Carlos Paz Rugby Club         | Córdoba     |
| Tala                          | Córdoba     |
| La Tablada Rugby Club         | Córdoba     |
| Urú Curé                      | Córdoba     |

## Palmarès
| Saison | Vainqueur                   | Score       | Finaliste                  |
| ------ | --------------------------- | ----------- | -------------------------- |
| 2007   | Club Universitario Rosario  | 30 – 26     | La Tablada Córdoba         |
| 2008   | Club Universitario Rosario  | 18 – 18     | Tala                       |
| 2009   | Club Atlético Provincial    | 34 – 17     | Córdoba Rugby Club         |
| 2010   | Estudiantes de Paraná       | 27 – 11     | Círculo Rafaelino de Rugby |
| 2011   | Club Universitario Santa Fe | 10 – 3      | Club Palermo Bajo          |
| 2012   | -                           | Non disputé | -                          |
| 2013   | Jockey Club Villa María     | 16 - 9      | Círculo Rafaelino de Rugby |

## Bilan
| Club                        | Titre(s) | Premier(s) - Dernier(s) |
| --------------------------- | -------- | ----------------------- |
| Club Universitario Rosario  | 2        | 2007-2008               |
| Estudiantes de Paraná       | 1        | 2010                    |
| Club Universitario Santa Fe | 1        | 2011                    |
| Tala                        | 1        | 2008                    |
| Club Atlético Provincial    | 1        | 2009                    |
| Jockey Club Villa María     | 1        | 2013                    |